# جاك حبيب
جاك حبيب (بالتركية: Jack Habib)‏ (26 أبريل 1912 - ) هو لاعب كرة سلة تركي في مركز مدافع مسدد الهدف، شارك في الألعاب الأولمبية الصيفية 1936.

## وصلات خارجية
- جاك حبيب على موقع سبورتس رفرنس (الإنجليزية)
- جاك حبيب على موقع أوليمبيديا (الإنجليزية)